# TV3 (NOS)
TV3 was een televisieprogramma van de NOS op Nederland 3. Het werd doordeweeks dagelijks uitgezonden van 5 april 1988, de dag na het officiële begin van Nederland 3, tot 10 juni 1989, en had een zomerstop. Presentatoren waren onder meer Ischa Meijer, Carl Huybrechts en Eelco Meuleman. In 1989 werd dit programma samen met Panoramiek en Den Haag Vandaag gefuseerd tot NOS-Laat.